# Урывкино
Урывкино — деревня в Пестречинском районе Татарстана. Входит в состав Ковалинского сельского поселения.

## География
Находится в северо-западной части Татарстана на расстоянии приблизительно 21 км на северо-восток по прямой от районного центра села Пестрецы у речки Сеинка.

## История
Основана около 1841 года выходцами из сёл Пановка, Новосёлки и Щиры, упоминалась также как Старое Урывкино . 

## Население
Постоянных жителей было: в 1859 - 180, в 1897 - 412, в 1908 - 421, в 1920 - 532, в 1926 - 588, в 1949 и 1958 - по 339, в 1970 - 215, в 1979 - 116, в 1989 - 2, в 2002—109 (русские 100 %), 4 в 2010.